# 川崎町 (静岡県)
川崎町（かわさきちょう）は、静岡県榛原郡南部、榛南地区にあった町である。現在の牧之原市東部に当たり、市役所・文化センター・警察署・病院など、市の主要行政機関が集まる地区である。

## 歴史

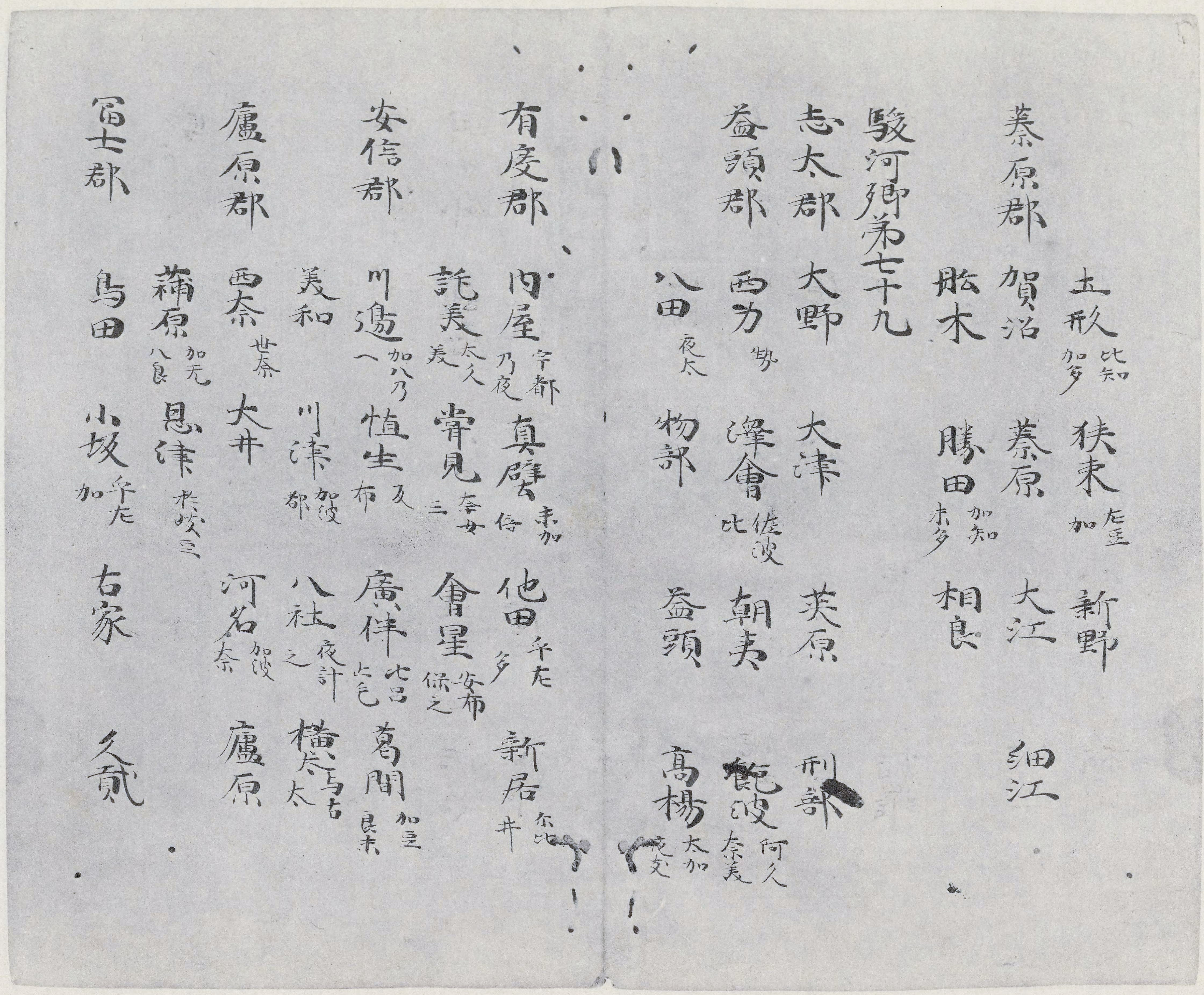
平安時代の『倭名類聚抄』の影印。遠江国榛原郡の郷の一つとして「細江」と記載されている。静岡県榛原郡川崎町の前身の一つである細江村附近と比定されている

「川崎」の村名は中世からあったが、江戸後期、相良（現・牧之原市相良）が田沼意次の城下町になる頃から、相良と藤枝宿を結ぶ田沼街道沿いに市場町を形成、村の中心部は「川崎町」と呼ばれるようになった。
- 1875年 - 川崎町・柏原町などが合併して静波町になり、「川崎」の地名はいったん消滅。
- 1889年4月1日 - 町村制施行に際し、静波町と細江・勝間田・道場（どうじょう）・仁田（にた）の4村が合併して川崎町になった。
- 1955年4月1日 - 勝間田村・坂部村と合併して榛原町となった。町名を改称したのは、神奈川県の川崎市を始め、川崎の地名が全国的に多く、紛らわしかったのと、これからも榛原郡の中心都市として発展するようにとの願いが込められていた。なお、「榛原町」も、1892年から奈良県に同一町名があった。

## 町内の様子
町内には、郡庁舎や旧制中学、旧制高等女学校も設けられ、榛南地区の政治と文化の中心となり、駿遠線「遠州川崎」駅から吉田町境まで2キロ以上続く田沼街道沿いの商店街は、大いに栄えた。